# Resefe
Resefe[a] ou Rexefe (Resheph) era um deus de origem síria, cuja adoração no Egito foi estabelecida já na 18ª Dinastia do Novo Reino. A reverência de Resefe se estendeu até a Espanha. No Egito, Resefe era considerado um deus da peste e da guerra. Como tal, Resefe foi associado a Montu, deus nativo da guerra do Egito.
Resefe também era um protetor da realeza. Uma estela erguida perto da Grande Esfinge de Gizé pelo Faraó Amenófis II mostra a Resefe regozijando-se com a diligência do então príncipe herdeiro em cuidar de seus cavalos. Contudo, os poderes de Resefe, especialmente contra a pestilência, estenderam-se além dos círculos reais. O texto mágico incluía magias que chamavam Resefe e sua esposa Itum para destruir o demônio Akha, que causa dores abdominais. Ele também foi adorado como um deus que responde às orações.
Resefe era parte da tríade que incluía sua esposa, Cadexe, a deusa semítica do amor, e seu filho, Mim. Resefe foi retratado como um homem que usa a coroa branca, com uma gazela em vez da cobra de ureu em sua testa. Longas fitas saíam da parte de trás da coroa de Resefe. Em sua mão direita, Resefe carregava uma arma, geralmente uma lança, maça, machado ou foice. Na mão esquerda, segurava um escudo, uma era cetro ou o Ankh. Resefe foi freqüentemente retratado com uma barba de estilo sírio.

## Nome
Ele era conhecido no Oriente Médio e no Egito como Resefe-Xulmam (Reshep-Shulman). No entanto, ele também tinha epítetos específicos em diferentes locais. Os fenícios se referiam a ele como "Resefegem" (Resefe do Jardim) e "bal chtz" (senhor da flecha), enquanto os hititas o descreviam como um "deus dos cervos" ou "deus gazela". No Egito, ele era conhecido como "Senhor do Céu" ou "Senhor da Eternidade" e uma área do vale do Nilo foi renomeada como "Vale de Resefe". Acredita-se que seu nome originalmente derivado do hebraico para "chama" ou "peste".